# Tuần lộc rừng di cư
Tuần lộc rừng di cư (Danh pháp khoa học: Rangifer tarandus caribou) là thuật ngữ chỉ hai đàn tuần lộc theo Kiểu sinh thái di cư rừng rậm của loài tuần lộc Rangifer tarandus hay tuần lộc núi sống trong khu vực Nunavik, Quebec và Labrador, bao gồm đàn tuần lộc Leaf River (LRCH) và đàn tuần lộc George River (GRCH) ởphía nam Vịnh Ungava. Đàn tuần lộc George River đi hàng ngàn cây số từ phía đông nơi sinh sản gần ấp Inuit Kangiqsualujjuaq, Nunavik (còn được gọi là đàn sông George). 

## Cuộc di trú
Tuần lộc Bắc Mỹ có chuyến di cư dài nhất trong tất cả các loài động vật có vú trên cạn. Trung bình hàng năm, chúng di chuyển khoảng 4.828 km. Chúng thường di cư từ Canada và Alaska tới vùng đồng bằng bên bờ biển Bắc cực. Mục đích của hành trình là tìm kiếm nguồn thức ăn dinh dưỡng. Những cuộc hành quân của Tuần lộc như cuộc di trú của một quân đoàn. Những cuộc di cư của tuần lộc ở phía Bắc là một trong những cuộc di trú được con người biết đến sớm nhất và cũng có được những bằng chứng rõ ràng nhất.
Tuần lộc hoàn toàn không di chuyển trên cùng một con đường trong các cuộc di cư của chúng. Phương hướng cuộc di trú của tuần lộc thường căn cứ vào tình trạng thời tiết như lượng thức ăn mà chúng tìm thấy được.Hiện tại, trên thế giới có ba quần thể tuần lộc lớn nhất thứ tự phân bố tại khu vực sông George, phía Bắc tỉnh Québec, Canada; khu Western Arctic, phía Tây Bắc bang Alaska, nước Mỹ; và Siberia. Những đoàn quân tuần lộc này mỗi năm di chuyển khoảng từ 160,93 km đến 804,67 km.
Khi di cư, người ta đã chứng kiến cảnh 300.000 tuần lộc quây quần để tránh ruồi muỗi. Đây là một trong những cảnh tụ tập hoành tráng nhất trong thế giới động vật, Công viên quốc gia Fairbanks, Alaska, có côn trùng ở vùng này khá hung dữ. Tuần lộc bị ruồi muỗi quấy rầy suốt ngày đêm. Ruồi còn đẻ trứng trên người tuần lộc, muỗi thì chui cả vào mũi chúng để đẻ trứng. Để tránh các loài côn trùng khó chịu, tuần lộc di chuyển tới những nơi khô ráo và cao hơn.
Chúng chui rúc vào nhau để làm giảm diện tích cơ thể bị phơi ra cho côn trùng tấn công. Đàn tuần lộc này là một nhóm của đàn tuần lộc tây Bắc Cực, gồm khoảng 325.000 con. Sau khi mối phiền nhiễu từ ruồi muỗi giảm bớt, tuần lộc tách nhau ra rất nhanh và vượt qua dãy Brooks và Sườn Bắc rồi lại tụ hợp để cùng nhau di cư về phương nam trong suốt mùa thu. Tuần lộc là mồi của sói, gấu xám Bắc Mỹ

## Số lượng
Trong khu vực Nunavik, phía bắc Quebec và Labrador, dân số tuần lộc khác nhau đáng kể với con số của chúng đạt đỉnh điểm trong những thập kỷ sau này và thế kỷ 20. Trong năm 1984, khoảng 10.069 con tuần lộc của đàn George chết đuối khi qua sông Caniapiscau do một hoạt động từ dự án thủy điện. Sự suy giảm gần đây nhất tại thời điểm chuyển giao thế kỷ 20 gây ra nhiều khó khăn cho các cộng đồng Nunavik những người săn chúng để sinh sống như Inuit và Cree.
Tất cả tuần lộc của tỉnh Québec đã được quy cho cùng một phân loài (R. caribou t.) Vào năm 1961. Banfield phân loại tuần lộc của Ungava như rừng tuần lộc Rangifer tarandus caribou dựa trên các phép đo sọ. Nhưng trong Quebec có ba kiểu sinh thái với môi trường sống và hành vi cụ thể. Bergerud so với tuần lộc Kiểu sinh thái ít vận động ở miền nam Ungava (phía nam 55 °N) cho những đoàn xa về phía bắc, các Kiểu sinh thái di cư Leaf sông Caribou Herd (LRH) và George River Caribou Herd (GRCH).
Tại Hoa Kỳ tuần lộc rừng là một trong những động vật có vú cực kỳ nguy cấp nhất, với chỉ một vài tuần lộc rừng tìm thấy ở phía nam của biên giới Canada mỗi năm. Ở Mỹ chỉ có một bầy tuần lộc rừng tự nhiên ở cực bắc Idaho, phía bắc Montana, phía đông Washington, và British Columbia, Canada, khoảng 40 loài động vật. 